# Ижевское (Калининградская область)
Ижевское (Видиттен до 1946 года) — посёлок в Светловском городском округе Калининградской области.

## Население
| 2002 | 2010 |
| ---- | ---- |
| 250  | ↗287 |